# Marcus Blossius Vestalis

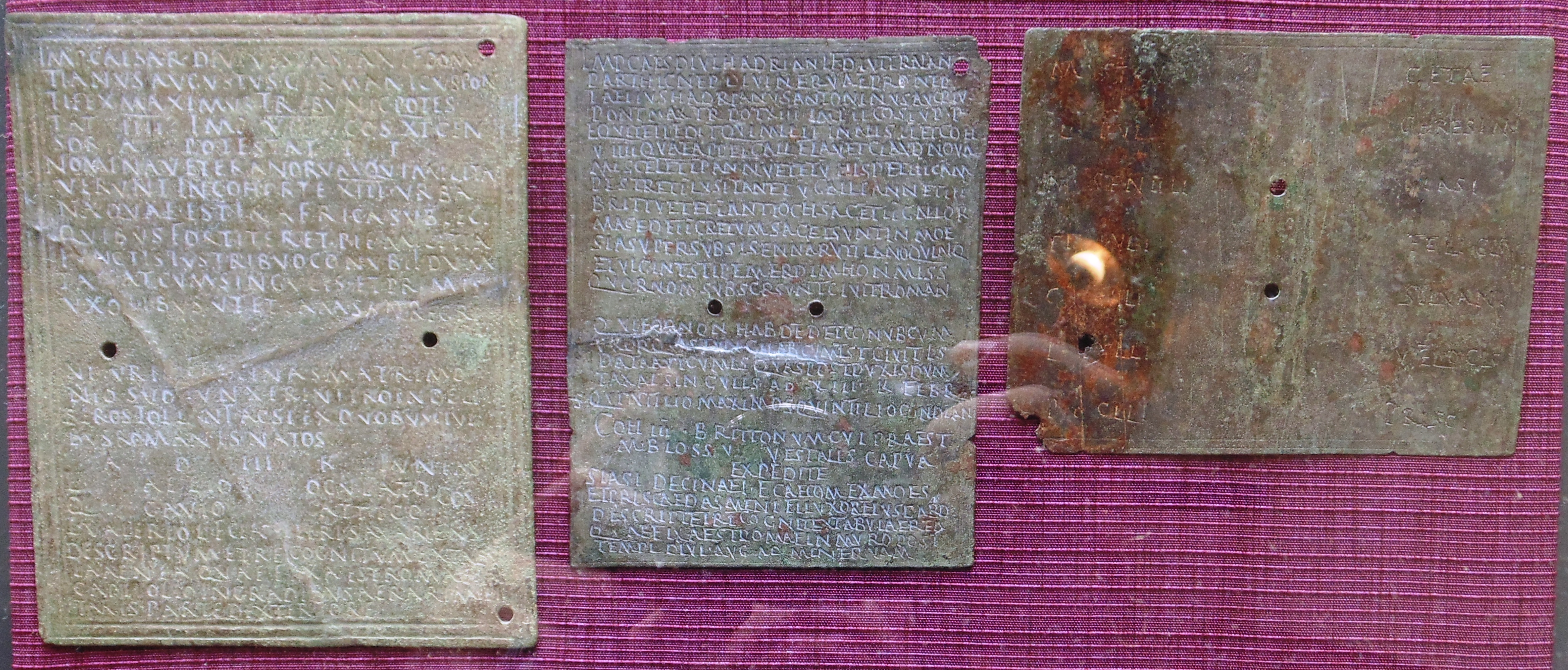
Das Militärdiplom ist das Diplom in der Mitte

Marcus Blossius Vestalis war ein im 2. Jahrhundert n. Chr. lebender Angehöriger des römischen Ritterstandes (Eques).
Durch zwei Militärdiplome, die auf den 20. Januar 151 und den 5. März 153 datiert sind, ist belegt, dass Vestalis von 151 bis 153 Kommandeur der Cohors III Brittonum war, die zu diesem Zeitpunkt in der Provinz Moesia superior stationiert war.
Seine Dienstzeit bei der Einheit dürfte aber schon früher begonnen haben; vermutlich war er schon mindestens seit Herbst 150 Kommandeur, da ein Wechsel des Kommandos im Winter eher unwahrscheinlich ist. Vestalis stammte aus Capua.